# KVF National League (damer)
KVF National League är den högsta ligan i volleyboll i Kenya. Ligan organiseras av Kenya Volleyball Federation. Serien spelas vanligen från början till slutet av året. Den består av att antal rundor där alla matcher för en runda spelas på samma plats.
Lagen som deltar är främst sponsrade av bolag och offentliga organisationer.

## Resultat per säsong
| Säsong                    | Podium                 | Podium                   | Podium                 |
| Mästare                   | Tvåa                   | Trea                     |                        |
| ------------------------- | ---------------------- | ------------------------ | ---------------------- |
| 2013 mer information      | Kenya Prisons          |                          |                        |
| 2014 mer information      | Kenya Pipeline Company |                          |                        |
| 2015 mer information      | Kenya Pipeline Company |                          |                        |
| 2016 mer information      | Kenya Pipeline Company |                          |                        |
| 2017 mer information      | Kenya Pipeline Company |                          |                        |
| 2018 mer information      | Kenya Prisons          | Kenya Pipeline Company   |                        |
| 2019 mer information      | Kenya Prisons          |                          |                        |
| 2020 mer information      | Ej utsedd              | Ej utsedd                | Ej utsedd              |
| 2021 mer information      | Kenya Prisons          | Kenya Commercial Bank SC | Kenya Pipeline Company |
| 2022/2023 mer information | Kenya Pipeline Company | Kenya Commercial Bank SC |                        |

## Individuella utmärkelser
| Säsong    | Bästa servare             | Bästa mottagare            | Bästa passare          | Bästa anfallare        | Bästa blockare          | Bästa libero        | Mest värdefulla spelare    |
| --------- | ------------------------- | -------------------------- | ---------------------- | ---------------------- | ----------------------- | ------------------- | -------------------------- |
| 2018      | Leonida Kasaya (Pipeline) | Noel Murambi (Pipeline)    | Joy Lusenaka (Prisons) | Metrine Nabwire (KCB)  | Edith Wisah (Prisons)   | Lincy Cheruto (KCB) | Mercy Moim (Prisons)       |
| 2022/2023 | Shirleen Maywa (KCB)      | Brackcides Agala (Prisons) | Rose Magoi (Pipeline)  | Sarah Nakhulicha (DCI) | Gladys Ekaru (Pipeline) | Lincy Jeruto (KCB)  | Pamela Adhiambo (Pipeline) |